# 東興県
東興県（とうこう-けん）は満州国及び中華民国に存在した県。

## 地理
東興県は現在の黒竜江省木蘭県北部に位置した。

## 歴史
清末に入植が開始された東興地区に行政区が設置されたのは中華民国時代である。1927年1月7日、黒竜江省は木蘭県東興鎮に東興設治局を設置、綏蘭道の管轄とし、1929年2月の道制廃止後は黒竜江省の直轄とされた。
満州国が成立すると、1933年10月1日に東興設治局は三等県の東興県に改編、浜江省の管轄とされた。満州国崩壊後は松江省の管轄とされたが、1947年11月7日、東北行政委員会により東興県の廃止が決定し木蘭県に編入された。

### 設置
1933年10月、東興設治局が東興県に昇格する。

### 廃止
1947年11月、木蘭県に統合される。
| 前の行政区画 東興設治局 | 黒竜江省の歴史的地名 1933年 - 1947年 | 次の行政区画 木蘭県 |